# Mesocnemis singularis
Mesocnemis singularis är en trollsländeart som beskrevs av Karsch 1891. Mesocnemis singularis ingår i släktet Mesocnemis och familjen flodflicksländor. IUCN kategoriserar arten globalt som livskraftig. Inga underarter finns listade i Catalogue of Life.